# HD 40307 f
HD 40307 f je potvrzená exoplaneta nacházející se v souhvězdí Malíře, přibližně 42 světelných let od Země. Obíhá kolem oranžového trpaslíka HD 40307, hvězdy spektrální třídy K2.5V, a je jednou z minimálně šesti planet objevených v tomto systému. 
Planeta byla objevena v roce 2012 týmem astronomů vedeným Mikko Tuomi z University of Hertfordshire a Guillemem Anglada-Escudém z Univerzity Georga Augusta v Göttingenu. Objev byl proveden metodou měření radiálních rychlostí pomocí spektrografu HARPS na observatoři La Silla provozované Evropskou jižní observatoří (ESO).

## Charakteristiky
HD 40307 f má následující fyzikální a orbitální charakteristiky:
- Hmotnost: ≥ 5,2 M⊕, což naznačuje, že se jedná o superzemi.
- Velká poloosa dráhy: 0,247 AU (zhruba 37 milionů kilometrů).
- Oběžná doba: 51,76 dne.
- Výstřednost dráhy: 0,02, což znamená téměř kruhovou dráhu.[2]

HD 40307 f se nachází poměrně blízko své mateřské hvězdy – přibližně 0,25 AU, což odpovídá zhruba čtvrtině vzdálenosti mezi Zemí a Sluncem. Přestože obíhá blíže ke své hvězdě než Merkur kolem Slunce, získává méně tepelné energie díky nižší svítivosti mateřské hvězdy. Na povrch planety dopadá přibližně 60 % energie, kterou přijímá Venuše.

## Obyvatelnost
Ačkoliv HD 40307 f není v obyvatelné zóně své hvězdy, její charakteristiky jako hustší atmosféra a vyšší gravitace mohou být zajímavé z hlediska studia klimatu a složení atmosféry superzemí. Vzhledem ke své blízkosti k hvězdě má pravděpodobně vysoké povrchové teploty, které by mohly bránit existenci kapalné vody. Přesto její relativně nízká výstřednost naznačuje, že by mohla mít stabilní klima.

## Význam objevu
Objev HD 40307 f přispěl k pochopení formování a dynamiky multiplanetárních systémů kolem hvězd menších než Slunce. Tato planeta slouží jako příklad stabilního planetárního systému, kde mohou vznikat planety různých typů a velikostí. Další pozorování, například pomocí budoucích přístrojů jako dalekohledu Jamese Webba, mohou odhalit více o její atmosféře a případných podmínkách na povrchu.